# Konga, Svalövs kommun
Konga är kyrkbyn i Konga socken i Svalövs kommun i Skåne. Här ligger Konga kyrka. 
(uttalas kång-a)

## Historia
Konga ligger i norra delen av Svalövs kommun, mittemellan Kågeröd och Röstånga, strax söder om Söderåsens markerade höjdrygg. Området var ursprungligen täckt med skog, som genom j0rdbruket successivt öppnats och omvandlats till ett beteslandskap med omväxlande odlingsmarker och lövdungar. Socknens odlingsbygd har brukats sedan stenåldern med ett tiotal kända spridda stenåldersboplatser.
Bygden är gammal. Konga kyrka anses vara byggd på 1100 – talet eller 1200-talet och Konga kyrkby finns historiskt belagd år 1300. Pilgrimsvägen från söder mot Herrevadskloster har troligen gått genom Konga. Alla gårdar av betydelse som förekommer på lantmäterikartorna på 1700 – talet finns omnämnda redan på 1500 – talet. I Lunds stifts Landebok år 1569 sammanfattas kyrkbyns odlingar i Ore skouff och Konge Lundtt. Som nämnts anses kyrkan möjligen vara byggd på 1100-talet och kan ha föregåtts av en träkyrka. Valvmålningarna är från 1400-talet. Kyrkan byggdes till i väster 1794 och i samband med detta kom även tornet till. Årtalet 1796 står på vindflöjeln över tornet.
Konga by har omfattat Konga kyrka, Konga prästgård, Konga prästlöneboställe samt Konga gård som bestått av 16 jordeboksnummer, därav 13 nu samlade i beteckningen Konga 18:2. Därtill fem bostadshus med olika beteckningar. Kyrkan tillhörde under medeltiden, kanske allt sedan kyrkans uppförande, Allhelgonaklostret i Lund, en benediktinstiftelse från 1000-talet. Kyrkbyn finns belagd från 1300-talet och namnet Konga från 1390, där förleden möjligen kan åsyfta på ”kung” (Konghe= kongens hed). Efter reformationen 1563 drogs klostrens egendomar in till kronan, och kyrkan gavs bort till patronus Otto Tyghesen Brahe, som uppförde Knutstorps borg några kilometer väster om Konga.
I Prästrelation från 1624 anges att det i Konga by finns 13 gårdar. I Konga by bodde 1811 243 personer, 1860 204 personer, 1971 55 personer och 1980 50 personer. Idag torde innevånarantalet vara ännu färre.
Jorden lyder till största delen under herrgårdar, såsom Kongagården och Kongaö i denna socken samt Vidarp. Närmaste poststation är Sonnarp.
Vid kommunreformen 1952 bildade Konga, Ask, Röstånga och Billinge socknar Röstånga storkommun. Denna fanns kvar till 1969 då församlingarna Konga, Ask och Röstånga kom att ingå i Svalövs kommun och Billinge i Eslövs kommun.  
Konga kyrka ligger inom fornlämning Konga 26:1, som utgörs av Konga bytomt enligt en lantmäterikarta från 1784. Vid denna tid bestod Konga kyrkby av 13 gårdar.  I övrigt präglades socknen av spridda ensamgårdar, som ofta lydde under traktens säterier Kongaö, Eriksholm och Knutstorp. Under slutet av 1700-talet växte befolkningen och allt mer av ängs- och betesmarken uppodlades. Konga präglas än idag av ett småskaligt jordbruk, även om gårdarna och invånarna successivt minskat under senare år.

### Konga by 1932
1932 beskrivs byn Konga enligt följande i Svenska orter : atlas över Sverige med ortbeskrivning  Del I : ortbeskrivning : Herrgård och by i Malmöhus län, Konga kommun; 18 jordbruksfastigheter, 3 andra fastigheter Taxeringsvärde å jordbruksfastigheter 452 100 kr, därav 349 600 jordbruksvärde och 102 500 skogsvärde, å andra fastigheter. 23 400. 
Inom Konga äger greve Claes Wachtmeister, Knutstorp, Kågeröds kommun, följande fastigheter: Konga herrgård, som omfattar Konga nr 2, 5—9, 2 mantal, areal 189 har, därav 179 åker, taxeringsvärde å jordbruksfastigheten  196 000 kr. (jordbruksvärde); Konga nummer 3, 4, 10, 12, 1 och 17/300 mantal, nr 11, 298/3000 mantal, nr 2, del av 1 mantal, areal 265 har, därav 4,5 åker, 260,5 skog, taxeringsvärde å jordbruksfastigheter 104 700 kr, därav 24 200 jordbruksvärde och 80 500 skogsvärde. 
Konga. nr 1, 1 mantal, kyrkoherdeboställe; areal 96,7 hektar.
Från att under medeltiden ha legat vid en viktig farled mot Herrevadskloster så kom Konga att bli allt mera isolerat vid en plats utan större vägar eller järnväg och förlorade i betydelse.

### Konga by 2016
2016 hade Konga, som ligger intill väg 109 en spridd bebyggelse. Byn har bussförbindelser men saknar i övrigt service.